# 안허차오 북역
안허차오 북역(중국어: 安河桥北站)은 중국 베이징시 하이뎬구 칭룽차오 가도(青龙桥街道)의 룽베이춘로(龙背村路)·샤오칭허로(小清河路) 교차로 서측에 위치한 베이징 지하철 4호선 역이다. 역명은 "안허차오"(安河桥) 북쪽에 위치하여 제정되었고, 초기 계획 단계에서는 이 역을 룽베이춘역(중국어: 龙背村站)이라고 불렀다. 2009년 9월 28일 4호선 개통과 함께 본격적인 운영에 들어갔다.
안허차오 북역 북쪽은 4호선 열차 주박 및 유지 관리에 사용되는 룽베이춘 정차장과 연결되어 있다. 안허차오 북역에는 환승 주차장이 있다.
최초 건설 중일 때는 4호선의 북쪽 끝에서 북쪽으로 연장할 계획이었지만, 나중에 16호선 계획이 북쪽으로의 연장으로 대체되었다.

## 위치
이 역은 하이뎬구 서북5환로 북서쪽에 위치하며 마롄와 서로(马连洼西路)와 징미 인수거(京密引水渠) 동쪽, 룽베이춘로(龙背村路) 서쪽에 위치하며 남북 방향으로 배치되어 있다.

## 역 구조

### 층별 구조
이 역은 4호선의 유일한 지상역이다. 이 역 북쪽에는 4호선 열차 회차선과 정차장 출차 연결선이 존재한다.
| 지면층   | 대합실                                   | B출입구, 고객센터, 출입 게이트           |
| 지면층   | 상대식 승강장, 오른쪽 출입문이 열림      |                                          |
| 지면층   | ←                                        | ■ 4호선 하차 전용 승강장                 |
| 지면층   | →                                        | ■ 4호선 톈궁위안(다싱선) 방면 (베이궁먼) |
| 지면층   | 섬식 승강장, 왼쪽 / 오른쪽 출입문이 열림 |                                          |
| 지면층   | →                                        | ■ 4호선 톈궁위안(다싱선) 방면 (베이궁먼) |
| 지면층   | 대합실                                   | A출입구, 고객센터, 출입 게이트           |
| 지하 1층 | 연결층                                   | C, D출입구, 고객센터, 출입 게이트        |

### 대합실

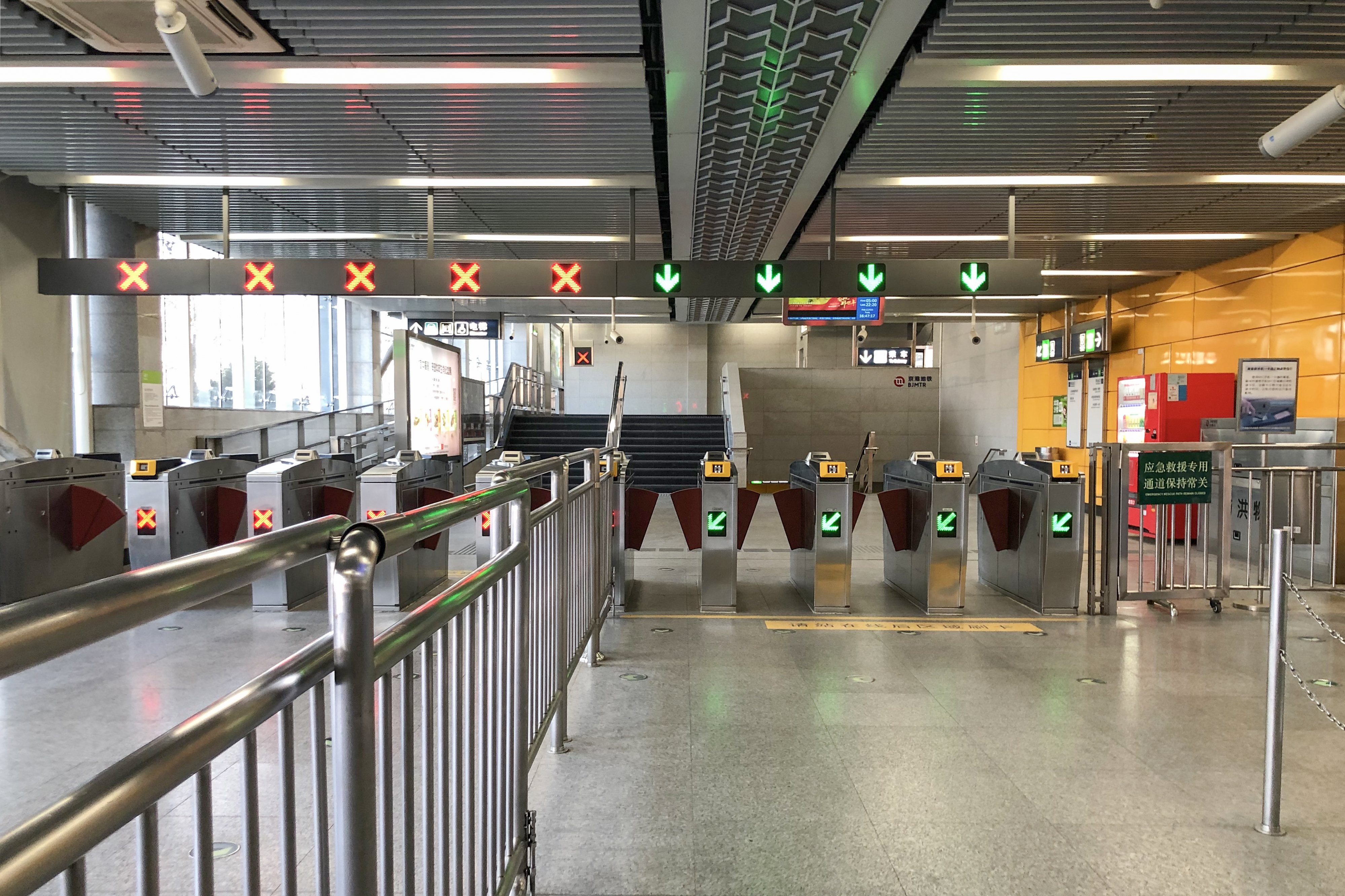
동북쪽 역사 (2021년 2월 촬영)

역의 북서쪽과 북동쪽 입구에 더 큰 대합실이 있고, 이 두 개의 대합실은 1층에 위치하고 있으며, 고객 서비스 센터와 매표소가 유료 지하 통로로 연결되어 있다. 승객은 연결 통로를 통해 중앙에 에스컬레이터나 엘리베이터가 있어 출발 전용 승강장으로 갈 수 있으며, 북쪽에 있는 두 개의 대합실 남쪽에 지하 통신 통로로 가는 엘리베이터를 이용할 수 있다. 남서쪽 출구와 남동쪽 출구는 남쪽의 지하 통신 통로로 연결되어 있다. 이 두 출구를 담당하는 고객 서비스 센터와 티켓 판매기는 지하 층에 위치한다.

### 승강장
이 역은 1섬 1상대식 구조로 설계되었다. 역 동쪽의 상대식 승강장은 하차 전용 승강장이고, 서쪽의 섬식 승강장은 출발 전용 승강장이다. 4호선 승강장 남쪽 끝에 열차가 역 앞으로 회차할 수 있는 건넘선이 하나 존재한다. 북쪽 끝 뒤에는 열차가 회차하거나 정차장으로 갈 수 있는 건넘선이 있다.

### 출구
이 역은 북서쪽(A), 북동쪽(B), 남동쪽(C), 남서쪽(D) 등 총 4개의 출입구가 있다. 북동쪽(B) 출입구는 지하철 4호선과 연결되고 버스 정류장이 설립되어 있다.
|                         |                           | |      |             |
| 출구                    | 지시                      | 출구 인근 | 사진 | 무장애 시설 |
| 出口 · A                | 샤오칭허로(小清河路) 동측 | 셔틀버스 정류장(小汽车接驳停车场), 마롄와 서로(马连洼西路), 헤이산후로(黑山扈路), 중국인민해방군국방대학(中国人民解放军国防大学)                                                           |      |             |
| 出口 · B                | 룽베이춘로(龙背村路) 서측 | 위치 륭원(裕祺隆园)、베이징 화롄 룽베이춘 쇼핑센터(北京华联龙背村购物中心), 4호선 룽베이춘 정차장(4号线龙背村停车场), 중관춘 제1초등학교(中关村第一小学), 톈슈 화원 안허원(天秀花园安和园) |      |             |
| 出口 · C                | 룽베이춘로(龙背村路) 서측 | 안허차오 대가(安河桥大街) |      | 빈칸        |
| 出口 · D                | 샤오칭허로(小清河路) 동측 | 마롄와 서로(马连洼西路), 정홍기(正红旗) |      | 빈칸        |
| 아이콘 설명: 엘리베이터 |                           | |      |             |

## 연결 가능한 대중교통
이 역은 북서, 북동, 남서쪽 출입구에 3개의 "P+R" 주차장이 있으며 면적은 약 20,000㎡이다. 더 많은 개인 자동차 소유자를 유치하여 1일 주차 2위안 할인 혜택을 누리기 위해 안허차오 북역의 "P+R" 주차장은 바닥 면적을 유지하면서 최초로 기계적인 3차원 변화를 가지고 왔다. 주차 압력을 완화하고 공급부족을 개선하기 위해 주차 면수를 750면에서 1,500면으로 늘렸다. 이 역에는 B출입구 동쪽에 버스 정류장이 있다.